# Kiyosumi-shirakawa (metropolitana di Tokyo)
La stazione di Kiyosumi-Shirakawa (清澄白河駅?, Kiyosumi-Shirakawa-eki) è una stazione della metropolitana di Tokyo che si trova a Kōtō. La stazione è servita dalla linea Hanzōmon della Tokyo Metro e dalla linea Ōedo della Toei. Alcuni treni hanno partenza e termine in questa stazione, che è quindi dotata di tronchino di manovra per il ricovero dei treni giunti al capolinea.